# Nevada-tan
Nevada-tan (jap. NEVADAたん, auch: ネバダたん Nebada-tan; * 1992) ist der Name, unter dem eine damals elfjährige japanische Schülerin bekannt wurde, die eine zwölfjährige Mitschülerin umgebracht hatte.
Der Mord fand am 1. Juni 2004 in einer Grundschule in Sasebo (Präfektur Nagasaki) statt. Kehle und Arme des Opfers wurden mit einem Teppichmesser aufgeschlitzt. Die Täterin ist seitdem vor allem wegen ihres Geschlechts und ihres niedrigen Alters zu einem Internet-Phänomen geworden.
Schon kurz nachdem Bilder der des Mordes verdächtigten Schülerin veröffentlicht worden waren, tauchten die ersten Cartoons auf, in denen sie in einem Kapuzenpullover mit der Aufschrift „NEVADA“ dargestellt wurde. Solche Pullover werden üblicherweise von Fans und Mitgliedern der Sportteams der University of Nevada getragen. Die Täterin trug einen solchen Pullover auf einem Klassenfoto, das sehr schnell nach Bekanntwerden der Tat im Internet kursierte. Das an das „NEVADA“ angehängte Suffix -tan ist eine Variation der Verniedlichungsform -chan zur Anrede von Kindern. Da das japanische Recht die Veröffentlichung von Namen minderjähriger Täter verbietet, wurde ihr echter Name nie an die Presse weitergegeben.
Die Täterin wurde im September 2004 auf Beschluss des Sasebo-Zweigs des Familiengerichts der Präfektur Nagasaki von einem Jugendheim in Nagasaki in eine Strafanstalt für jugendliche Mädchen in Ujiie verlegt. Die dortige Anstalt ist die einzige für Mädchen in ganz Japan, in der es möglich ist, Insassinnen in Isolationshaft zu nehmen.